# Fosse supraclaviculaire
 (mars 2022).
La fosse supraclaviculaire est une dépression cutanée située juste  au-dessus de la clavicule.
Dans terminologia anatomica, elle est divisée en fosse supraclaviculaire majeure et fosse supraclaviculaire mineure.
La fosse supraclaviculaire majeure se situe en regard du triangle omo-claviculaire.
La fosse supraclaviculaire mineure se situe entre les chefs sternal et claviculaire du muscle sterno-cléido-mastoïdien.

## Aspect clinique
Un gonflement de la fosse supraclaviculaire peut être le signe d'une thrombose veineuse profonde du membre supérieur.